# Saint-Jean-Vianney
Saint-Jean-Vianney war eine Gemeinde in der kanadischen Provinz Québec auf dem Gebiet der heutigen Stadt Saguenay. Namensgeber der Stadt ist Jean-Marie Vianney.

## Lage
Die Gemeinde ist heute eine Wüstung, die infolge des Lawinenunglücks von Saint-Jean-Vianney entstand. Sie liegt im Arrondissement Shipshaw der Stadt Saguenay an der Nationalstraße 272. Im Süden des Gebietes befindet sich ein alter Friedhof, der neben den Überresten nahe des Lawinenkraters das einzige Relikt der Gemeinde ist. Durch das ehemalige Gemeindegebiet floss der Shipshaw River.

## Geschichte
Die Besiedlung begann bereits im 19. Jahrhundert. Eine Gemeinde mit dem Namen Saint-Jean-Vianney ist allerdings erst seit 1935 belegt. Besonders in den 1960er Jahren wuchs die Gemeinde rapide an. Anfang 1971 hatte die Gemeinde rund 2000 Einwohner.
Am 4. Mai 1971 wurde beim Lawinenunglück von Saint-Jean-Vianney ein Großteil der Kommune zerstört, wobei mindestens 31 Menschen starben. Die übrige Bevölkerung wurde nach Arvida umgesiedelt, das seit 1975 zu Jonquière gehört. Dieser Ort fusionierte 2002 mit Lac-Kénogami, Shipshaw, Chicoutimi, Laterrière, La Baie und Tremblay zur neuen Stadt Saguenay. Weitere Reste der Gemeinde wurden 1996 bei einer Flut des Saguenay Rivers zerstört.
2021 wurde ein Denkmal in Erinnerung an das Unglück eingeweiht.